# Крокодил (подводная лодка)
«Крокодил» — подводная лодка типа «Кайман», входила в состав Российского Императорского флота.

## История
«Крокодил» был заложен на верфи завода «В. Крейтон и К°» на Охте в Санкт-Петербурге в октябре 1905 года. В 1907 году зачислена в списки флота, 10 (23) июля 1908 года спущена на воду. С сентября 1908 года проходила испытания с достройкой, в ноябре 1909 года официально принята в казну, но до августа 1911 года дорабатывалась, испытывалась и доделывалась. 11 июля 1911 года введена в строй.
Фактически начала службу с 1912 года. Начало Первой мировой войны встретила в Ревеле (Таллине) в составе 2-го дивизиона подводных лодок. За годы войны совершила 10 боевых походов, торпедных атак не осуществляла.
19 августа 1916 года «Крокодил» (командир — лейтенант В. В. Тихомиров), находясь в крейсерстве в Ботническом заливе, захватил германский пароход «Дестерро» водоизмещением 4000 тонн с грузом руды.